# Heather Watson

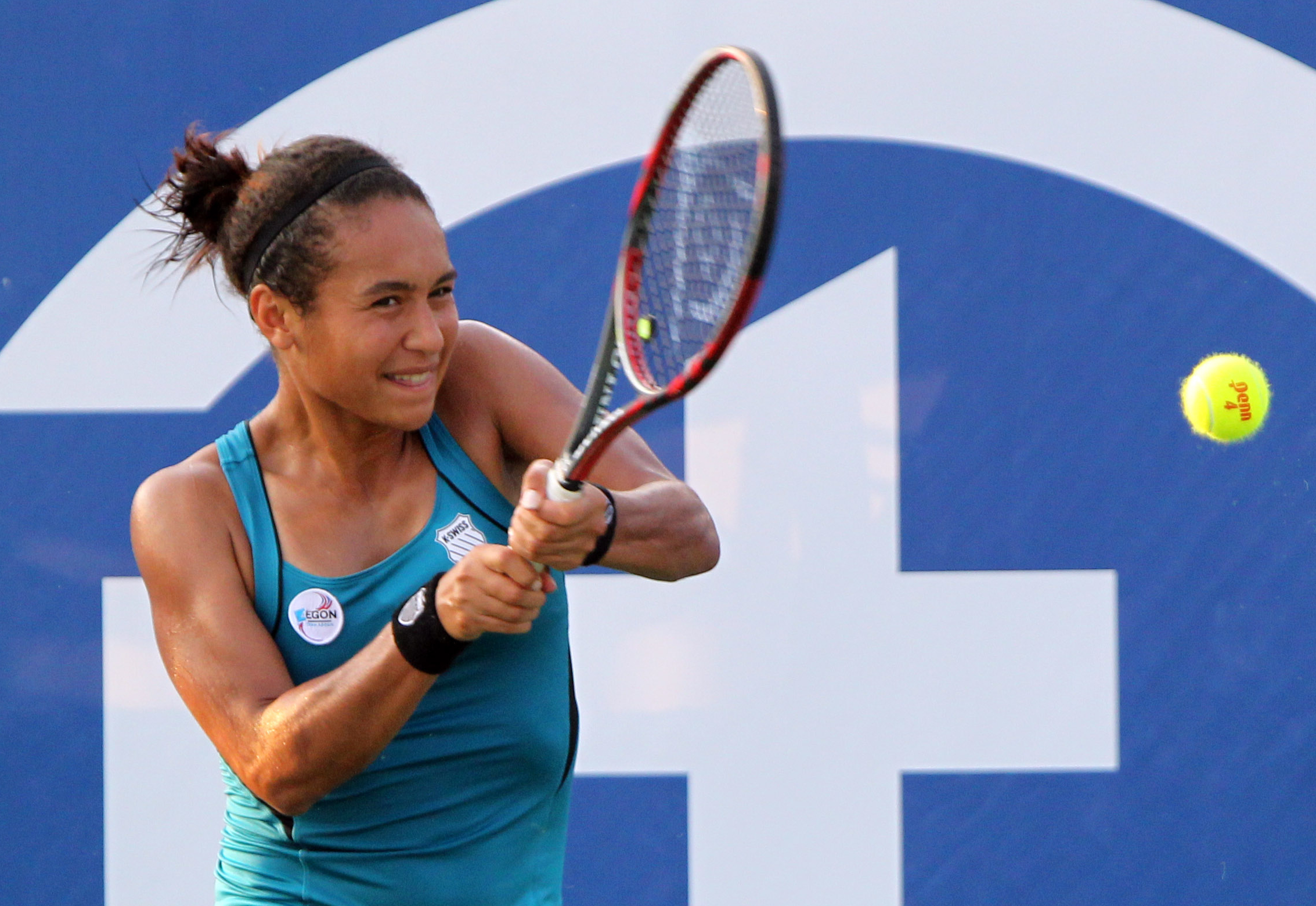

Heather Miriam Watson(Guernsey, 19 de maig de 1992) és una jugadora de tennis britànica.
En el seu palmarès destaca un títol de Grand Slam a Wimbledon en dobles mixts, fent parella amb Henri Kontinen. Ha guanyat un total de quatre títols individuals, quatre més en dobles femenins, i un en dobles mixts.

## Biografia
Filla de Michelle i Ian Watson, mare de Papua Nova Guinea i pare britànic, i té un germà i dues germanes.
Va començar a jugar a tennis amb set anys, i amb dotze es va traslladar a entrenar i viure a l'Acadèmia de Tennis Nick Bollettieri a Florida, Estats Units. El 16 de juliol 2012 Watson va esdevenir la jugador sènior britànica millor classificada en el rànquing de la WTA, superant a Anne Keothavong. El 14 d'octubre de 2012, Watson va guanyar el seu primer títol d'individuals de la WTA amb una victòria sobre Chang Kai-Chen a la final de Tòquio, convertint-se en la primera dona britànica en guanyar un títol d'individuals de la WTA des de Sara Gomer el 1988.
En la seva carrera com a júnior, Watson va guanyar el US Open i la medalla d'or en els Commonwealth Youth Games 2008, celebrats a Poona.
Va mantenir una relació amb el tennista britànic Lloyd Glasspool, i des de 2019 és amb el futbolista Courtney Duffus.

## Torneigs de Grand Slam

### Dobles mixts: 2 (1−1)
| Resultat  | Núm. | Any  | Torneig   | Parella        | Oponents                         | Marcador    |
| --------- | ---- | ---- | --------- | -------------- | -------------------------------- | ----------- |
| Campiona  | 1.   | 2016 | Wimbledon | Henri Kontinen | Anna-Lena Grönefeld Robert Farah | 7−6(5), 6−4 |
| Finalista | 1.   | 2017 | Wimbledon | Henri Kontinen | Martina Hingis Jamie Murray      | 4−6, 4−6    |

## Palmarès

### Individual: 5 (4−1)
| Llegenda                |
| ----------------------- |
| Grand Slam (0−0)        |
| WTA Finals (0−0)        |
| Premier Mandatory (0−0) |
| Premier 5 (0−0)         |
| Premier (0−0)           |
| International (4−1)     |

| Títols per superfície |
| --------------------- |
| Dura (4−1)            |
| Gespa (0−0)           |
| Terra batuda (0−0)    |

| Resultat   | Núm. | Data                 | Torneig           | Superfície | Oponent                | Marcador         |
| ---------- | ---- | -------------------- | ----------------- | ---------- | ---------------------- | ---------------- |
| Guanyadora | 1.   | 14 d'octubre de 2012 | Osaka, Japó       | Dura       | Chang Kai-chen         | 7−5, 5−7, 7−6(4) |
| Guanyadora | 2.   | 17 de gener de 2015  | Hobart, Austràlia | Dura       | Madison Brengle        | 6−3, 6−4         |
| Guanyadora | 3.   | 6 de març de 2016    | Monterrey, Mèxic  | Dura       | Kirsten Flipkens       | 3−6, 6−2, 6−3    |
| Finalista  | 1.   | 13 d'octubre de 2019 | Tientsin, Xina    | Dura       | Rebecca Peterson       | 4−6, 4−6         |
| Guanyadora | 4.   | 29 de febrer de 2020 | Acapulco, Mèxic   | Dura       | Leylah Annie Fernandez | 6−4, 6−7(8), 6−1 |

### Dobles femenins: 14 (5−9)
| 2009 − 2020             | Després de 2021 |
| ----------------------- | --------------- |
| Grand Slam (0−0)        |                 |
| WTA Finals (0−0)        |                 |
| Premier Mandatory (0−0) | WTA 1000 (0−0)  |
| Premier 5 (0−0)         | WTA 1000 (0−0)  |
| Premier (1−0)           | WTA 500 (0−1)   |
| International (3−5)     | WTA 250 (1−3)   |

| Títols per superfície |
| --------------------- |
| Dura (5−7)            |
| Gespa (0−2)           |
| Terra batuda (0−0)    |

| Resultat   | Núm. | Data                   | Torneig                        | Superfície | Parella            | Oponents                              | Marcador               |
| ---------- | ---- | ---------------------- | ------------------------------ | ---------- | ------------------ | ------------------------------------- | ---------------------- |
| Guanyadora | 1.   | 15 de juliol de 2012   | Stanford, Estats Units         | Dura       | Marina Erakovic    | Jarmila Gajdošová Vania King          | 7−5, 7−6(7)            |
| Guanyadora | 2.   | 24 d'agost de 2012     | Dallas, Estats Units           | Dura       | Marina Erakovic    | Līga Dekmeijere Irina Falconi         | 6−3, 6−0               |
| Finalista  | 1.   | 17 de setembre de 2012 | Quebec, Canadà                 | Dura (i)   | Alicja Rosolska    | Tatjana Malek Kristina Mladenovic     | 6−7(5), 7−6(6), [7−10] |
| Finalista  | 2.   | 14 d'octubre de 2012   | Osaka, Japó                    | Dura       | Kimiko Date-Krumm  | Raquel Kops-Jones Abigail Spears      | 1−6, 4−6               |
| Guanyadora | 3.   | 27 de juliol de 2014   | Bakú, Azerbaidjan              | Dura       | Alexandra Panova   | Raluca Olaru Shahar Peer              | 6−2, 7−6(3)            |
| Finalista  | 3.   | 16 d'octubre de 2016   | Hong Kong, Hong Kong           | Dura       | Naomi Broady       | Chan Hao-ching Chan Yung-jan          | 3−6, 1−6               |
| Guanyadora | 4.   | 3 de març de 2018      | Acapulco, Mèxic                | Dura       | Tatjana Maria      | Kaitlyn Christian Sabrina Santamaria  | 7−5, 2−6, [10−2]       |
| Finalista  | 4.   | 17 de juny de 2018     | Nottingham, Regne Unit         | Gespa      | Mihaela Buzărnescu | Alicja Rosolska Abigail Spears        | 3−6, 6−7(5)            |
| Finalista  | 5.   | 24 de febrer de 2019   | Budapest, Hongria              | Dura (i)   | Fanny Stollár      | Ekaterina Alexandrova Vera Zvonariova | 4−6, 6−4, [7−10]       |
| Finalista  | 6.   | 20 de març de 2021     | Monterrey, Mèxic               | Dura       | Zheng Saisai       | Caroline Dolehide Asia Muhammad       | 2−6, 3−6               |
| Finalista  | 7.   | 18 de juny de 2023     | Nottingham (2)                 | Gespa      | Harriet Dart       | Ulrikke Eikeri Ingrid Neel            | 6−7(6), 7−5, [10−8]    |
| Guanyadora | 5.   | 30 de juliol de 2023   | Varsòvia, Polònia              | Dura       | Yanina Wickmayer   | Weronika Falkowska Katarzyna Piter    | 6−4, 6−4               |
| Finalista  | 8.   | 7 de gener de 2024     | Brisbane, Austràlia            | Dura       | Greet Minnen       | Liudmila Kitxenok Jeļena Ostapenko    | 5−7, 2−6               |
| Finalista  | 9.   | 11 de febrer de 2024   | Abu Dhabi, Emirats Àrabs Units | Dura       | Linda Nosková      | Sofia Kenin B. Mattek-Sands           | 4−6, 6−7(4)            |

## Trajectòria

### Individual
| Open d'Austràlia | A   | Q2    | 1R    | 3R          | 1R          | 1R          | 1R    | 2R          | 1R          | 1R          | 2R          | 2R   | 2R |    | 0 / 11    | 6 – 11    |
| Roland Garros | A   | 2R    | 2R    | 1R          | 2R          | 2R          | 1R    | Q3          | 2R          | Q2          | 1R          | 1R   | 1R |    | 0 / 10    | 6 – 10    |
| Wimbledon | 1R  | 1R    | 3R    | 1R          | 2R          | 3R          | 1R    | 3R          | 1R          | 2R          | NC          | 1R   | 4R | 1R | 0 / 13    | 11 – 13   |
| US Open | Q1  | 1R    | 1R    | 1R          | 1R          | 1R          | 1R    | 1R          | 1R          | Q1          | 1R          | 1R   |    |    | 0 / 10    | 0 – 10    |
| Jocs Olímpics | NC  | NC    | 2R    | No celebrat | No celebrat | No celebrat | 2R    | No celebrat | No celebrat | No celebrat | No celebrat | 1R   | NC | NC | 0 / 3     | 2 – 3     |
| Total Victòries−Derrotes | 1–5 | 10–11 | 18–17 | 9–16        | 8–17        | 18–19       | 16–19 | 13–15       | 10–17       | 5–9         | 10–9        | 8–17 |    |    | 127 – 174 | 127 – 174 |
| Rànquing a final d'any | 176 | 92    | 49    | 119         | 50          | 54          | 77    | 74          | 101         | 92          | 59          | 73   |    |    |           |           |
| Llegenda: G: Guanyadora; F: Finalista; SF: Semifinalista; QF: Quarts de final; Q: Qualificació; A: Absent; RR: Round Robin; NC: No celebrat; |     |       |       |             |             |             |       |             |             |             |             |      |    |    |           |           |

### Dobles femenins
| Open d'Austràlia | A   | A   | A  | 1R          | A           | 2R          | 2R | 1R          | A           | 1R          | A           | 3R  | 2R  | 1R | 1R | 0 / 9     | 5 – 9     |
| Roland Garros | A   | A   | A  | 1R          | A           | 1R          | 1R | 1R          | 2R          | 1R          | 1R          | 1R  | 2R  |    |    | 0 / 9     | 2 – 9     |
| Wimbledon | 2R  | 1R  | 1R | 1R          | 1R          | 2R          | 3R | 2R          | QF          | 1R          | NC          | 3R  | 3R  | 2R |    | 0 / 13    | 12 – 13   |
| US Open | A   | A   | 1R | 1R          | 1R          | A           | 2R | 1R          | 1R          | A           | A           | A   | A   | 2R |    | 0 / 7     | 2 – 7     |
| Jocs Olímpics | NC  | NC  | 1R | No celebrat | No celebrat | No celebrat | 2R | No celebrat | No celebrat | No celebrat | No celebrat | A   | NC  | NC |    | 0 / 2     | 1 – 2     |
| Rànquing a final d'any | 254 | 172 | 52 | 135         | 131         | 102         | 72 | 123         | 50          | 113         | 163         | 112 | 115 |    |    | 124 – 132 | 124 – 132 |
| Llegenda: G: Guanyadora; F: Finalista; SF: Semifinalista; QF: Quarts de final; Q: Qualificació; A: Absent; RR: Round Robin; NC: No celebrat; |     |     |    |             |             |             |    |             |             |             |             |     |     |    |    |           |           |

### Dobles mixts
| Open d'Austràlia | A  | A  | A           | A           | A           | A  | A           | A           | A           | A           | A  | A  | A  | QF | 0 / 1  | 2 – 1   |
| Roland Garros | A  | A  | 1R          | A           | A           | A  | A           | A           | A           | A           | A  | A  | A  |    | 0 / 1  | 0 – 1   |
| Wimbledon | 2R | 2R | 2R          | 1R          | 1R          | G  | F           | 3R          | 2R          | NC          | 1R | A  | 2R |    | 0 / 11 | 18 – 11 |
| US Open | A  | A  | A           | A           | A           | A  | 1R          | A           | A           | A           | A  | A  |    |    | 0 / 1  | 0 – 1   |
| Jocs Olímpics | NC | A  | No celebrat | No celebrat | No celebrat | QF | No celebrat | No celebrat | No celebrat | No celebrat | A  | NC | NC |    | 0 / 1  | 1 – 1   |
| Llegenda: G: Guanyadora; F: Finalista; SF: Semifinalista; QF: Quarts de final; Q: Qualificació; A: Absent; RR: Round Robin; NC: No celebrat; |    |    |             |             |             |    |             |             |             |             |    |    |    |    |        |         |